# Olympic
Az Olympic egy  cseh rockzenekar, 1963-ban alakult Prágában. 

## Története
Első tévészereplésük 1963. november 11-én volt az Ondráš podotýká c. műsorban. Első kislemezük 1964-ben jelent meg, Karel Gott és Yvonne Přenosilová kísérőzenekara voltak. 1967-ben szerepeltek az 1. Prágai Beatfesztiválon, nem sokkal ezután jelent meg első nagylemezük Želva (Teknős) címmel. 1969-ben adták ki második lemezüket, a Pták Rosomákot, amely hatalmas sikert aratott, ugyanebben az évben Párizsi turnéjuk kapcsán egy film is készült velük Olympic v Paříži címmel.
1971-ben Jan Antonín Pacák dobos és Jan Hauser basszusgitáros kiléptek az együttesből, helyükre Jiří Korn és Petr Hejduk kerültek. 1987-ben Miroslav Berka billentyűs elhunyt, azóta a felállás változatlan. Az együttest kezdetben Karel Mareš, rövid ideig Miloslav Růžek, 1965-től pedig Petr Janda vezeti. 1968-69-es franciaországi tartózkodásuk alatt Five Travellers néven készítették felvételeiket.

## Tagok

### Jelenlegi felállás
- Petr Janda – ének, gitár
- Milan Broum – basszusgitár
- Martin Vajgl – ütőhangszerek
- Pavel Březina – billentyűs hangszerek

### Korábbi tagok
- Miroslav Berka
- František Čech
- Jan Antonín Pacák
- Petr Hejduk
- Pavel Bobek
- Miki Volek
- Pavel Chrastina (1940–2021)[1]
- Jan Hauser
- Jiří Hauser
- Jiří Korn
- Ladislav Chvalkovský
- Pavel Petráš
- Jiří Laurent
- Ladislav Klein
- Milan Růžek
- Jiří Valenta – billentyűs hangszerek

## Lemezeik

### Stúdióalbumok
- 1968 Želva (Supraphon)
- 1969 Pták Rosomák (Supraphon)
- 1971 Jedeme jedeme (Supraphon)
- 1973 Olympic 4 (Supraphon)
- 1978 Marathon (Supraphon)
- 1980 Prázdniny na Zemi (Supraphon)
- 1982 Ulice (Supraphon)
- 1984 Laboratoř (Supraphon)
- 1985 Kanagom (Supraphon)
- 1986 Bigbít (Supraphon)
- 1988 Když ti svítí zelená (Supraphon)
- 1990 Ó jé (Supraphon)
- 1994 Dávno (Best I.A.)
- 1997 Brejle (Best I.A.)

### Angol nyelvű lemezek
- 1972 Handful
- 1978 Overhead (Artia)
- 1980 Holidays On Earth
- 1983 The Street (Artia)
- 1984 Laboratory (Artia)
- 1986 Hidden In Your Mind (Artia)

### Koncertalbumok
- 1983 Olympic v Lucerně (Supraphon)
- 1997 Ondráš podotýká (Bonton)

### Válogatások
- 1976 12 nej (Supraphon)
- 1983 Rokenrol (Supraphon)
- 1987 25 let (Supraphon)
- 1990 20 nej (Supraphon)
- 1992 Jako zamlada (Supraphon)
- 1993 The Best Of Olympic (2CD) (Supraphon)
- 1994 Balady (Supraphon)
- 1994 Dávno (Best I.A.)
- 1995 Singly a rarity (Bonton)
- 1995 Vlak co nikde nestaví Rock And Roll (1967-1990) (Bonton)
- 1996 Singly I (Bonton)
- 1996 Singly II (Bonton)
- 1997 Brejle (Best I.A.)
- 1997 Singly III (Bonton)
- 1997 Singly IV (Bonton)
- 1998 Singly V, VI (Bonton)
- 1999 Singly VII (Sony Music/Bonton)
- 1999 Karavana (Best I.A.)
- 2001 … to nejlepší z Olympicu 1 (Best I.A.)
- 2001 … to nejlepší z Olympicu 2 BestIA
- 2002 The Best Of Olympic (2CD) (Sony Music Bonton)
- 2003 Dám si tě klonovat (Best I.A.)
- 2004 Stejskání (Best I.A.)
- 2006 Trilogy (3CD) (Best I.A.)